# آناسوفیا راب
آناسوفیا راب (به انگلیسی: AnnaSophia Robb) (زادهٔ ۸ دسامبر ۱۹۹۳ در دنور) (۱۷ آذر ۱۳۷۲) یک مدل، بازیگر سینما و تلویزیون و خواننده آمریکایی است. او در سال ۲۰۰۵ با بازی در فیلم‌های به‌خاطر وین-دیکسی و چارلی و کارخانه شکلات‌سازی شناخته شد. پس از آن راب در سال ۲۰۰۷ در فیلم پلی به سوی ترابیتیا و در سال ۲۰۰۹ در فیلم مسابقه تا کوهستان جادو به بازی پرداخت. او در اواسط سال ۲۰۱۸ در فیلم ترسناک Down A dark Hall به بازی پرداخت و اخیراً با جوئی کینگ در مجموعهTHE ACT همبازی شده است.

## کودکی
راب در دنور، کلرادو زاده شد. او دختر ژانت،طراح داخلی و دِیوید رابِ معمار است. دلیل گزینش نام آناسوفیا برای او به‌خاطر نام‌های مادربزرگ مادری‌اش، آناسوفی و مادربزرگ پدرش‌ای آناماری بود. او از آوازخوانی، بازی اسنوبورد، قایق‌سواری، رقص و کتابخوانی به‌ویژه مجموعه کتاب‌های هری پاتر و داستان‌های تاریخی تخیلی لذت می‌برد.
او به شکل مدرسه در منزل درس خوانده است. قبل از شروع بازیگری نیز در مسابقات ژیمناستیک و رقص شرکت می‌کرده است و بعد از پلی به ترابیتی ها مدتی شروع به خوانندگی که بعدها با رها کردن آنها، تماماً بر روی بازیگری متمرکز شده است.

## بازیگری
بازیگری آناسوفیا راب برای اولین بار با بازی در یکی از آگهی‌های تبلیغاتی مک‌دونالدز در سال ۲۰۰۴ کلید خورد. بعد از آن وی در یکی از قسمت‌های سریال «درک و جاش» بازی کرد؛ اما اولین فیلم رسمی و بزرگ او، فیلم سامانتا: تعطیلات یک دختر آمریکایی بود. برای بازی در این فیلم او مجبور شد موهای خود را به رنگ تیره رنگ کند.
در سال ۲۰۰۵ فیلم چارلی و کارخانه شکلات‌سازی منتشر شد. در این فیلم آناسوفیا در نقش یک دختر بی‌ادب که علاقه‌مند به جویدن آدامس بود نقش‌آفرینی کرده است. بازی او در این فیلم باعث شد وی در میان بازیگران محبوب و مورد علاقه کودکان و نوجوانان قرار گیرد و به همین دلایل به پیشرفت صنعت مد کودک و نوجوان آن زمان کمک شایانی کرد. و فروش بالای این فیلم نیز باعث شهرت وی شد. او در فیلم با جانی دپ هم‌بازی بود.
از بازی‌های شاخص دیگر از او می‌توان به بازی در فیلم مسابقه تا کوهستان جادو در کنار دواین جانسون در سال ۲۰۰۹ اشاره نمود.
او در سال ۲۰۱۳ در فیلم راه، راه بازگشت با سم راکول و لیام جیمز و استیو کارل و دیگر بازیگران همبازی شد.
در همان سال در یک سریال ۲۶ قسمتی و دوفصلی به نام خاطرات کری با بازی آستین باتلر و کتی فایندلی و… با پخش اختصاصی از شبکه سی دبلیو به عنوان نقش اول فیلم حضور فوق الاده ای داشت.
در سال ۲۰۱۸ در فیلم ترسناک پایین یک سالن تاریک بر اساس کتابی که به نوشته لوئیس دانکن به کارگردانی رودریگو کورتس که راب به عنوان بازیگر نقش اول در نقش کاترینه گُردی با ایسابله فوهرمن و ویکتوریا مورولس و دیگر بازیگرانی همراه شد. او پس از آشنایی با جویی کینگ در یکی از همایش‌ها در نیویورک دوستی نزدیکی را با این مدل و بازیگر محبوب آغاز کرد که سرانجام در THE ACT با هم همبازی شدند.

## زندگی شخصی
آنا سوفیا راب پس از تست دی ان ای مشخص شد دارای نژادهای دانمارکی ایرلندی و آلمانی و انگلیسی است. او در ماه مه ۲۰۱۲ در مصاحبه‌ای اعلام کرد که در دانشگاه استنفورد پذیرفته شده است ولی بخاطر تعهداتی که برای سریال خاطرات کری داشت، تصمیم گرفت پذیرش در استنفورد را به تعویق بیندازد. وی در پاییز ۲۰۱۴ پس از ناتمام ماندن سریال مشغول به تحصیل در استنفورد شد. و در سال ۲۰۱۸ در همان دانشگاه فارغ‌التحصیل شد.
راب همچنین ساکن نیویورک بوده و در برنامه‌های کلیسای هیل‌سانگ این شهر شرکت می‌کند.
او علاقه زیادی به خواندن کتاب دارد. و اخیراً بر اساس کتابی از شکسپیر نمایشی را با دوستانش از DOWN OF DARK HALL در سالن ردبول تءاتر آغاز کرده‌اند که با واکنش متبت مردم مواجه شده است او تا به حال در رابطه ۳ ساله با شخصی به اسم TrevorPaul است. و در خاطرات کری با یکی از بازیگران دوستی پیدا کرده بود که پس از اتمام سریال به پایان انجامید

## جوایز[۳]
آناسوفیا راب در سال ۲۰۰۸ اولین جایزه خود را که جایزه هنرمند جوان بود دریافت کرد. بخاطر این جایزه او به عنوان «بازیگر جوان پیشرو» معرفی شد. وی در سال‌های ۲۰۰۹ و ۲۰۱۳ نیز موفق به دریافت جایزه‌هایی برای بازی در فیلم‌هایش شد. SN8

## فیلم‌شناسی
برخی از فیلم‌هایی که راب در آن‌ها بازی کرده است:
| سال  | عنوان                             | نقش‌ها                        |
| ---- | --------------------------------- | ---------------------------- |
| ۲۰۰۴ | درک و جاش                         |                              |
| ۲۰۰۴ | سامانتا: تعطیلات یک دختر آمریکایی |                              |
| ۲۰۰۵ | به‌خاطر وین-دیکسی                  | اُپال بِلونی                   |
| ۲۰۰۵ | چارلی و کارخانه شکلات‌سازی         | ویولِت بیوگارد                |
| ۲۰۰۶ | دنی شبح                           | صدا پیشه (شخصیت دنیله فَنتون) |
| ۲۰۰۷ | پلی به سوی ترابیتیا               | لسلی برِک                     |
| ۲۰۰۷ | برداشت                            |                              |
| ۲۰۰۷ | داستان بچه‌های غرب تگزاس           |                              |
| ۲۰۰۸ | خوابگردی                          | تارا رِدی                     |
| ۲۰۰۸ | جهنده                             | یانگ میلی هریس               |
| ۲۰۰۸ | مدرسه جاسوسی                      | جکی هافمن                    |
| ۲۰۰۹ | مسابقه تا کوهستان جادو            | سارا                         |
| ۲۰۱۰ | فاصله                             | سم                           |
| ۲۰۱۱ | روح موج‌سوار                       | بیتنی همیلتون                |
| ۲۰۱۳ | راه راه بازگشت                    | سوزانا تامپسون               |
| ۲۰۱۳ | خاطرات کری                        | کری برادشا                   |
| ۲۰۱۳ | خومبا                             | صدا پیشه (شخصیت تُمبی)        |
| ۲۰۱۴ | توطئه در جزیره جکیل               |                              |
| ۲۰۱۴ | پری دریایی کوچک خنده‌دار           | آریِل                         |
| ۲۰۱۶ | جک قلب‌های سرخ                     | ژاکلین ''جک'' فرگوسن         |
| ۲۰۱۷ | تصادف                             | کِریسُن کلیفتُن                 |
| ۲۰۱۸ | نمایش عجیب و غریب                 | بِلاهْ بلاه بلاه               |
| ۲۰۱۸ | پایین یک سالن تاریک               | کاترینه ''کیت'' گُردی         |
| 2017 | خیابان مرسی                       | آلیس گرین                    |
| 2019 | نقش                               | لیسی                         |
| 2019 | جواهرات به کفش راجر ویویر         | دانشجوی بازیگری              |
| 2020 | آتش های کوچک همه جا               | الینا جوان                   |
| 2020 | شگفتی ها                          | مارسیا هاردستی               |
| 2020 | نوشته‌های روی دیوار دستشویی        | ربکا                         |
| 2020 | انتظار                            | اما                          |
| 2021 | شب بخیر عزیزم                     |                              |
| 2021 | لانسکی                            | آن لانسکی                    |
| 2021 | دکتر مرگ                          | میشل شوگرت                   |
| 2024 | فیلم کوتاه" خانه تعطیلات"         |                              |
| 2024 | ریبل ریج                          | سامر مک براید                |